# Спас Тантилов
Спас Иванов Тантилов е деец на Българската комунистическа партия.

## Биография
Спас Тантилов е роден на 21 октомври 1912 година в Мехомия. Баща му е убит като четник в Македония на 4 август 1922 г. Член на Работническия младежки съюз и на БКП. На 9 януари 1933 г. става член на ВМРО (обединена). За нелегална дейност в 1935 година е затворен и лежи до 1938 г. От 1943 до 1944 година е партизанин в Партизански отряд „Яне Сандански“.
След Деветосептемврийския преврат в 1944 г. работи в Околийския комитет на БКП в Петрич и в Областния комитет на БКП в Благоевград, оставя спомени за събитията във Валовища през септември 1944 г.